# Tanay (Côte-d'Or)
Tanay is een gemeente in het Franse departement Côte-d'Or (regio Bourgogne-Franche-Comté) en telt 232 inwoners (1999). De oppervlakte bedraagt 12,65 km², de bevolkingsdichtheid is 18 inwoners per km².

## Demografie
Onderstaande figuur toont het verloop van het inwonertal (bron: INSEE-tellingen).

1. ↑  Populations de référence 2022.